# Vadencourt-et-Bohéries
Vadencourt-et-Bohéries est une ancienne commune française, située dans le département de l'Aisne en région Hauts-de-France.
Elle a existé de 1811 à 1971. Elle est actuellement connue sous le nom de Vadencourt à la suite de l'absorption de la commune de Longchamps depuis le 1er janvier 1971, reprenant ainsi le nom d'une des communes originelles.

## Géographie
La commune avait une superficie de 9,67 km2.

## Histoire
Elle a été créée par décret du 20 novembre 1811 par la fusion des communes de Vadencourt et du Bohéries. La nouvelle entité prit le nom de Vadencourt puis celle de Vadencourt-et-Bohéries par ordonnance royale du 19 juillet 1826
Le 1er janvier 1971, elle absorbe, à la suite d'un arrêté préfectoral du 31 décembre 1970, la commune de Longchamps. La nouvelle entité prend le nom de Vadencourt.

## Administration
Jusqu'à l'absorption de Longchamps en 1971, la commune faisait partie du canton de Guise dans le département de l'Aisne. Elle portait le code commune 02757. Elle appartenait aussi à l'arrondissement de Vervins depuis 1801 et au district de Vervins entre 1790 et 1795. La liste des maires de Vadencourt-et-Bohéries est :
| Période                                  | Période | Identité | Étiquette | Qualité |
| ---------------------------------------- | ------- | -------- | --------- | ------- |
| Les données manquantes sont à compléter. |         |          |           |         |
|                                          |         |          |           |         |

## Démographie
Jusqu'en 1971, la démographie de Vadencourt-et-Bohéries était :
| 1793 | 1800 | 1806 | 1821 | 1831 | 1836 | 1841 | 1846 | 1851 |
| ---- | ---- | ---- | ---- | ---- | ---- | ---- | ---- | ---- |
| 480  | 465  | 541  | 523  | 628  | 660  | 694  | 663  | 780  |

| 1856 | 1861 | 1866 | 1872 | 1876 | 1881 | 1886 | 1891 | 1896 |
| ---- | ---- | ---- | ---- | ---- | ---- | ---- | ---- | ---- |
| 750  | 867  | 912  | 907  | 869  | 755  | 698  | 762  | 721  |

| 1901 | 1906 | 1911 | 1921 | 1926 | 1931 | 1936 | 1946 | 1954 |
| ---- | ---- | ---- | ---- | ---- | ---- | ---- | ---- | ---- |
| 738  | 656  | 574  | 632  | 640  | 626  | 583  | 564  | 580  |

| 1962 | 1968 | - | - | - | - | - | - | - |
| ---- | ---- | - | - | - | - | - | - | - |
| 552  | 548  | - | - | - | - | - | - | - |